# Marathon des Sables
Marathon des Sables je ultramaratonský závod, který se koná v okolí marockého města Warzazát. Trať vede pouští Sahara, měří okolo 250 km a je rozdělena do šesti etap. Patří k nejnáročnějším běžeckým soutěžím na světě, jídlo si musí každý závodník nést s sebou, jen voda je k dispozici na občerstvovacích stanovištích. Pořádá se každoročně od roku 1986, obvykle v dubnu (v roce 2020 byl odložen na září z důvodu pandemie covidu-19). Na startu se objevuje okolo osmi stovek běžců. Nejúspěšnějšími účastníky jsou domácí reprezentanti, bratři Lahcen Ahansal (deset vítězství) a Mohamad Ahansal (šest vítězství a sedm druhých míst). V letech 2014 až 2018 byl závod součástí seriálu Ultra-Trail World Tour. V roce 2017 se konal obdobný závod také v okolí peruánského města Ica.
Závod dokončilo i několik Čechů - například Petr Vabroušek, Zdeněk Přívratský a Ivana Pilařová.  

## Přehled vítězů
| Poř. | Rok  | Vítěz (muži)                                                  | Vítěz (ženy)                                                  |
| ---- | ---- | ------------------------------------------------------------- | ------------------------------------------------------------- |
| 1.   | 1986 | Bernard Gaudin (Francie)                                      | Christiane Plumere (Francie)                                  |
| 2.   | 1987 | Hassan Sebtaoui (Francie)                                     | Marie-Ange Malcuit (Francie)                                  |
| 3.   | 1988 | Bernard Gaudin (Francie)                                      | Ange Malcuit (Francie)                                        |
| 4.   | 1989 | Hassan Sebtaoui (Francie)                                     | Claude Battistelli (Francie)                                  |
| 5.   | 1990 | Hassan Sebtaoui (Francie)                                     | Claire Garnier (Francie)                                      |
| 6.   | 1991 | Hassan Sebtaoui (Francie)                                     | Monique Frussote (Francie)                                    |
| 7.   | 1992 | Mohamed Bensalah (Maroko)                                     | Monique Frussote (Francie)                                    |
| 8.   | 1993 | Mohamed Bensalah (Maroko)                                     | Irina Petrova (Rusko)                                         |
| 9.   | 1994 | André Derksen (Rusko)                                         | Valentina Liakhova (Rusko)                                    |
| 10.  | 1995 | André Derksen (Rusko)                                         | Béatrice Reymann (Francie)                                    |
| 11.  | 1996 | André Derksen (Rusko)                                         | Anke Molkenthin (Německo)                                     |
| 12.  | 1997 | Lahcen Ahansal (Maroko)                                       | Rosanna Pellizzari (Itálie)                                   |
| 13.  | 1998 | Mohamad Ahansal (Maroko)                                      | Rosanna Pellizzari (Itálie)                                   |
| 14.  | 1999 | Lahcen Ahansal (Maroko)                                       | Lisa Smith (USA)                                              |
| 15.  | 2000 | Lahcen Ahansal (Maroko)                                       | Pascal Martin (Francie)                                       |
| 16.  | 2001 | Lahcen Ahansal (Maroko)                                       | Franca Fiacconi (Itálie)                                      |
| 17.  | 2002 | Lahcen Ahansal (Maroko)                                       | Simone Kayser (Lucembursko)                                   |
| 18.  | 2003 | Lahcen Ahansal (Maroko)                                       | Magali Juvenal (Francie)                                      |
| 19.  | 2004 | Lahcen Ahansal (Maroko)                                       | Simone Kayser (Lucembursko)                                   |
| 20.  | 2005 | Lahcen Ahansal (Maroko)                                       | Simone Kayser (Lucembursko)                                   |
| 21.  | 2006 | Lahcen Ahansal (Maroko)                                       | Géraldine Courdesse (Francie)                                 |
| 22.  | 2007 | Lahcen Ahansal (Maroko)                                       | Laurence Fricotteaux (Francie)                                |
| 23.  | 2008 | Mohamad Ahansal (Maroko)                                      | Touda Didi (Maroko)                                           |
| 24.  | 2009 | Mohamad Ahansal (Maroko)                                      | Touda Didi (Maroko)                                           |
| 25.  | 2010 | Mohamad Ahansal (Maroko)                                      | Mònica Aguilera Viladomiu (Španělsko)                         |
| 26.  | 2011 | Rachid El Morabity (Maroko)                                   | Laurence Klein (Francie)                                      |
| 27.  | 2012 | Salameh Al Aqra (Jordánsko)                                   | Laurence Klein (Francie)                                      |
| 28.  | 2013 | Mohamad Ahansal (Maroko)                                      | Meghan Hicks (USA)                                            |
| 29.  | 2014 | Rachid El Morabity (Maroko)                                   | Nikki Kimball (USA)                                           |
| 30.  | 2015 | Rachid El Morabity (Maroko)                                   | Elisabet Barnes (Švédsko)                                     |
| 31.  | 2016 | Rachid El Morabity (Maroko)                                   | Natalia Sedykh (Rusko)                                        |
| 32.  | 2017 | Rachid El Morabity (Maroko)                                   | Elisabet Barnes (Švédsko)                                     |
| 33.  | 2018 | Rachid El Morabity (Maroko)                                   | Magdalena Boulet (USA)                                        |
| 34.  | 2019 | Rachid El Morabity (Maroko)                                   | Ragna Debats (Nizozemsko)                                     |
|      | 2020 | Tento ročník byl zrušen kvůli opatření proti nemoci covid-19. | Tento ročník byl zrušen kvůli opatření proti nemoci covid-19. |
| 35.  | 2021 | Rachid El Morabity (Maroko)                                   | Aziza Raji (Maroko)                                           |
| 36.  | 2022 | Rachid El Morabity (Maroko)                                   | Anna Comet Pascua (Španělsko)                                 |
| 37.  | 2023 | Mohamed El Morabity (MAR)                                     | Maryline Nakache (FRA)                                        |
| 38.  | 2024 | Rachid El Morabity (MAR)                                      | Aziza El Amrany (MAR)                                         |

## Pořadí vítězných zemí
| Pořadí | Země        | Vítězů | Muži | Ženy |
| ------ | ----------- | ------ | ---- | ---- |
| 1.     | Maroko      | 32     | 28   | 4    |
| 2.     | Francie     | 21     | 6    | 15   |
| 3.     | Rusko       | 6      | 3    | 3    |
| 4.     | USA         | 4      | 0    | 4    |
| 5.-6.  | Itálie      | 3      | 0    | 3    |
| 5.-6.  | Lucembursko | 3      | 0    | 3    |
| 7.-8.  | Španělsko   | 2      | 0    | 2    |
| 7.-8.  | Švédsko     | 2      | 0    | 2    |
| 9.-11. | Jordánsko   | 1      | 1    | 0    |
| 9.-11. | Německo     | 1      | 0    | 1    |
| 9.-11. | Nizozemsko  | 1      | 0    | 1    |